# Paulo Machado
Paulo Ricardo Ribeiro de Jesus Machado (Porto, 31 de março de 1986) é um futebolista português que atua como Médio. Atualmente, joga pelo Mumbai City FC.
Formado no Futebol Clube do Porto, acumulou 103 partidas na Primeira Liga e oito golos em cinco temporadas, representando o mesmo número de clubes. Ele também competiu profissionalmente na França, Grécia, Croácia e Índia, vencendo o campeonato nacional duas vezes com o Olympiacos e o Dínamo de Zagreb.
Paulo Machado representou quatro vezes Portugal, fazendo o seu primeiro jogo em 2010.

## Carreira de Clube
Nascido no do Bairro do Cerco, no Porto, onde cresceu com problemas sociais, Machado ingressou no sistema juvenil do FC Porto aos 14 anos e fez sua estreia na equipa principal na edição de 2003-04  da Taça de Portugal, sob José Mourinho. No verão de 2005, ele assinou um contrato melhorado até 2010, juntamente com o companheiro de equipe Bruno Vale, antes de ambos fazerem empréstimos consecutivos à C.F. Estrela da Amadora e U.D. Leiria.
Nos dois anos seguintes, Machado foi emprestado novamente, ao Leixões S.C. e ao AS Saint-Étienne da Ligue 1, respectivamente. Juntamente com os companheiros de equipe Diogo Valente e Vieirinha, também emprestados pelo Porto, ele foi fundamental para a equipa de Matosinhos manter-se na Primeira Liga, no fim da temporada. A 10 de julho de 2008, Machado foi emprestado ao clube francês, como parte do acordo que levou o colombiano Fredy Guarín para o Porto. Ele se adaptou bem, tornando-se parte integrante da campanha de Saint-Étienne, marcando duas vezes em seus primeiros 16 jogos,12 como titular, não jogando apenas três jogos na liga, conseguindo evitar a descida de divisão.
A 2 de julho de 2009, o Toulouse FC contratou Machado, com um contrato de quatro anos. Em agosto de 2012, após três temporadas em que ele teve uma média de 30 jogos e quatro gols, ele  transferiu-se para o Olympiacos F.C. na Grécia, por € 2.700.000, por um contrato de três anos. Ele marcou o primeiro golo pela sua nova equipa no dia 3 de novembro, também assistindo Kostas Mitroglou, na vitória em casa por 2-0 contra o OFI Crete FC.
A 4 de junho de 2014, Machado juntou-se ao GNK Dinamo Zagreb, com um contrato de três anos, sem serem revelados os valores da transferência. A 28 de julho de 2015, durante uma partida do play-off da UEFA Champions League contra o Molde FK, no Stadion Maksimir, os adeptos do clube vaiaram-no, quando ele saiu do campo enquanto era substituído, por um mau desempenho. Em troca, ele fez vários gestos obscenos, pelos quais recebeu um cartão vermelho direto, sendo, posteriormente, suspenso até novo aviso.
On 2 September 2017, free agent Machado signed with recently promoted C.D. Aves until the end of the season. On 31 August 2018, he joined Indian Super League franchise Mumbai City FC; after suffering an injury in the second half of the match against Jamshedpur FC on 19 December 2019, he was ruled out for the rest of the campaign.
A 2 de setembro de 2017, Machado, jogador livre na altura, assinou com o C.D. Aves, promovido recentemente, até o final da temporada. A 31 de agosto de 2018, juntou-se  ao Mumbai City FC, na Indian Super League. Depois de sofrer uma lesão, na segunda parte, do jogo contra o Jamshedpur FC, a 19 de dezembro de 2019, terminou a sua temporada.

## Carreira Internacional
Machado fez parte da equipe sub-21 de Portugal no Campeonato da Europa de 2007. Anteriormente, ele venceu o Campeonato da Europa de Sub-17 em 2003.
A 30 de setembro de 2010, Machado foi convocado pela primeira vez para a equipe sénior, pelo novo técnico Paulo Bento. Ele não jogou em nenhuma das duas eliminatórias do UEFA Euro 2012 que estavam agendadas, mas mais tarde,falou da sua suave integração no plantel e de sua ambição de, eventualmente, conquistar um lugar regular na equipe nacional. A 17 de novembro, ele finalmente estreou-se, substituindo Nani, nos minutos finais de uma vitória amistosa por 4-0 sobre a Espanha, em Lisboa.

## Títulos
Olympiacos
- Campeonato Grego: 2012–13, 2013–14
- Taça da Grécia: 2012–13

Dinamo Zagreb
- Campeonato Croata: 2014–15, 2015–16
- Taça da Croácia: 2014–15, 2015–16

CD Aves
- Taça de Portugal: 2017–18

Seleção Portuguesa
- Europeu Sub-17: 2003

1. ↑  «Paulo Machado é reforço» [Paulo Machado is an addition]. Record. 2 de setembro de 2017. Consultado em 4 de setembro de 2017
2. ↑  «ISL: Mumbai City FC rope in Portuguese international Machado». Outlook. 31 de agosto de 2018. Consultado em 1 de setembro de 2018
3. ↑  V. Easwar, Nisanth (30 de dezembro de 2019). «Mumbai City's Jorge Costa rules Paulo Machado out for the season». Goal. Consultado em 30 de dezembro de 2019